# Provincial Osorno
Club Deportivo Provincial Osorno is een Chileense voetbalclub uit Osorno. De club werd opgericht op 5 juni 1983. De thuiswedstrijden worden in het Estadio Ruben Marcos Peralta gespeeld, dat plaats biedt aan 10.500 toeschouwers. De clubkleuren zijn donkerblauw-wit.

## Erelijst
Nationaal
- Primera B Nacional

Winnaar: 1990, 1992, 2007